# スリー・クワイア・フェスティバル
スリー・クワイア・フェルティバル（Three Choirs Festival）は、毎年7月の終わりに3都市の大聖堂（ヘレフォード、グロスター、ウスター）の持ち回りで開催されている音楽祭。もともと各大聖堂の聖歌隊に焦点を当てた催しで、これが現在も1週間にわたるプログラムの中心となっている。今日、大規模合唱作品は音楽祭合唱団によって歌われるが、音楽祭ではその他の主要合唱団や国際的な独唱者も呼び物となる。7月25日から8月1日までヘレフォードで行われた2015年のフェスティバルでは、音楽祭創設300周年が祝われた。2度の大戦や新型コロナウイルス感染症の蔓延により、300回目の開催は2027年以降へと持ち越しになっている。この音楽祭はイギリスの作曲家であるエドワード・エルガーやレイフ・ヴォーン・ウィリアムズの音楽キャリアと密接に関係している。

## 歴史

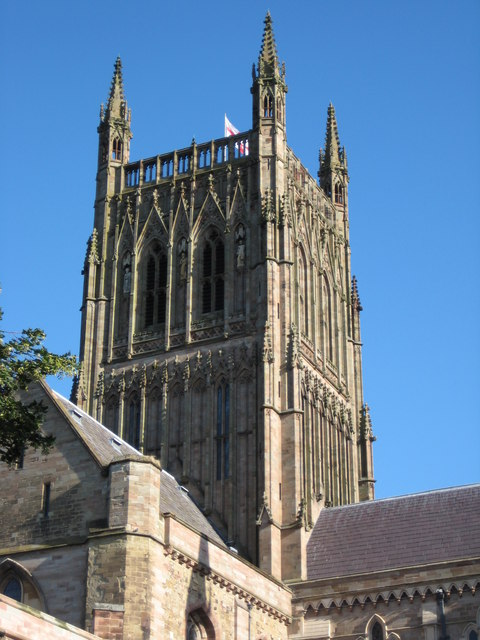
ウスター大聖堂

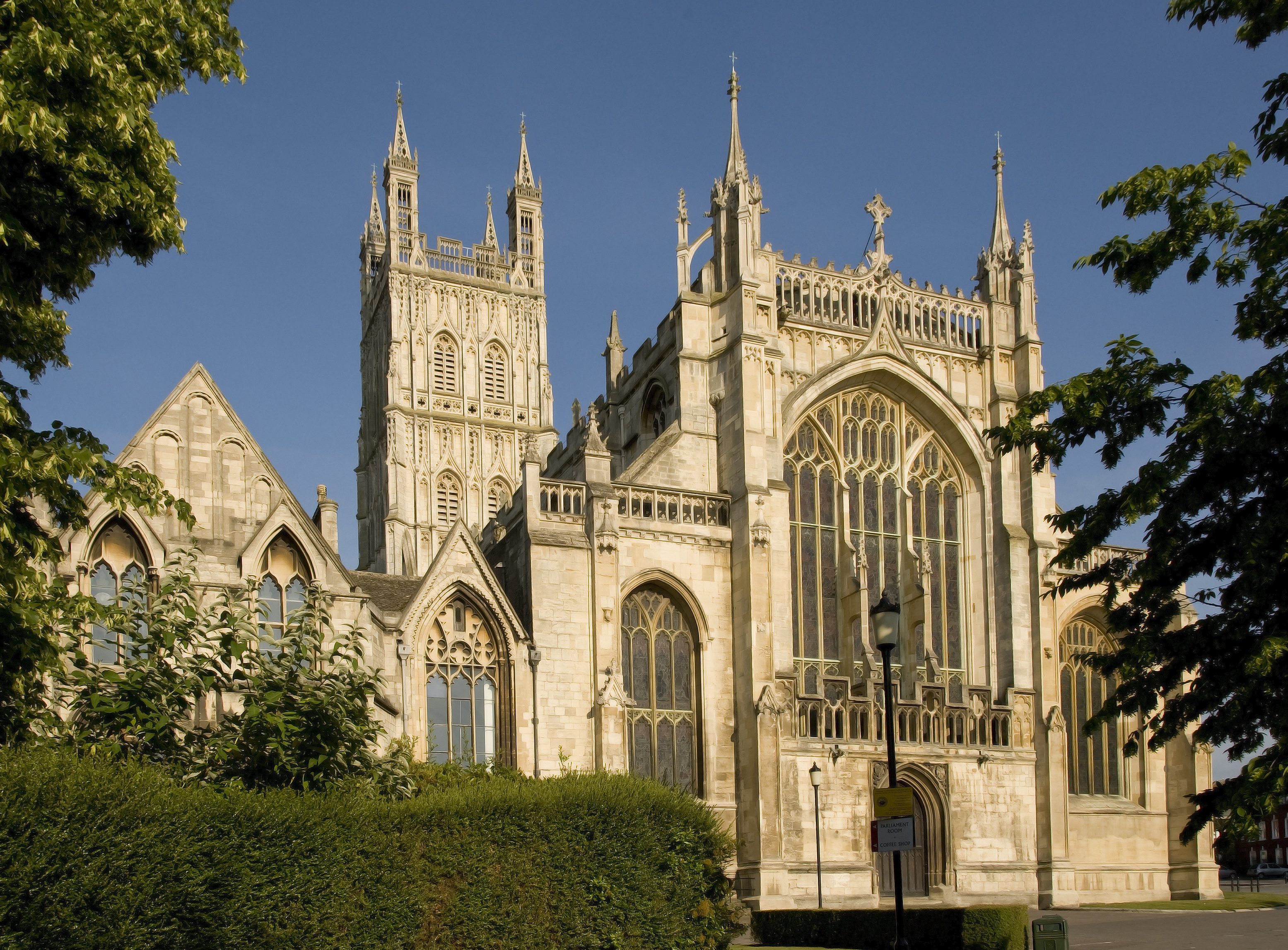
グロスター大聖堂

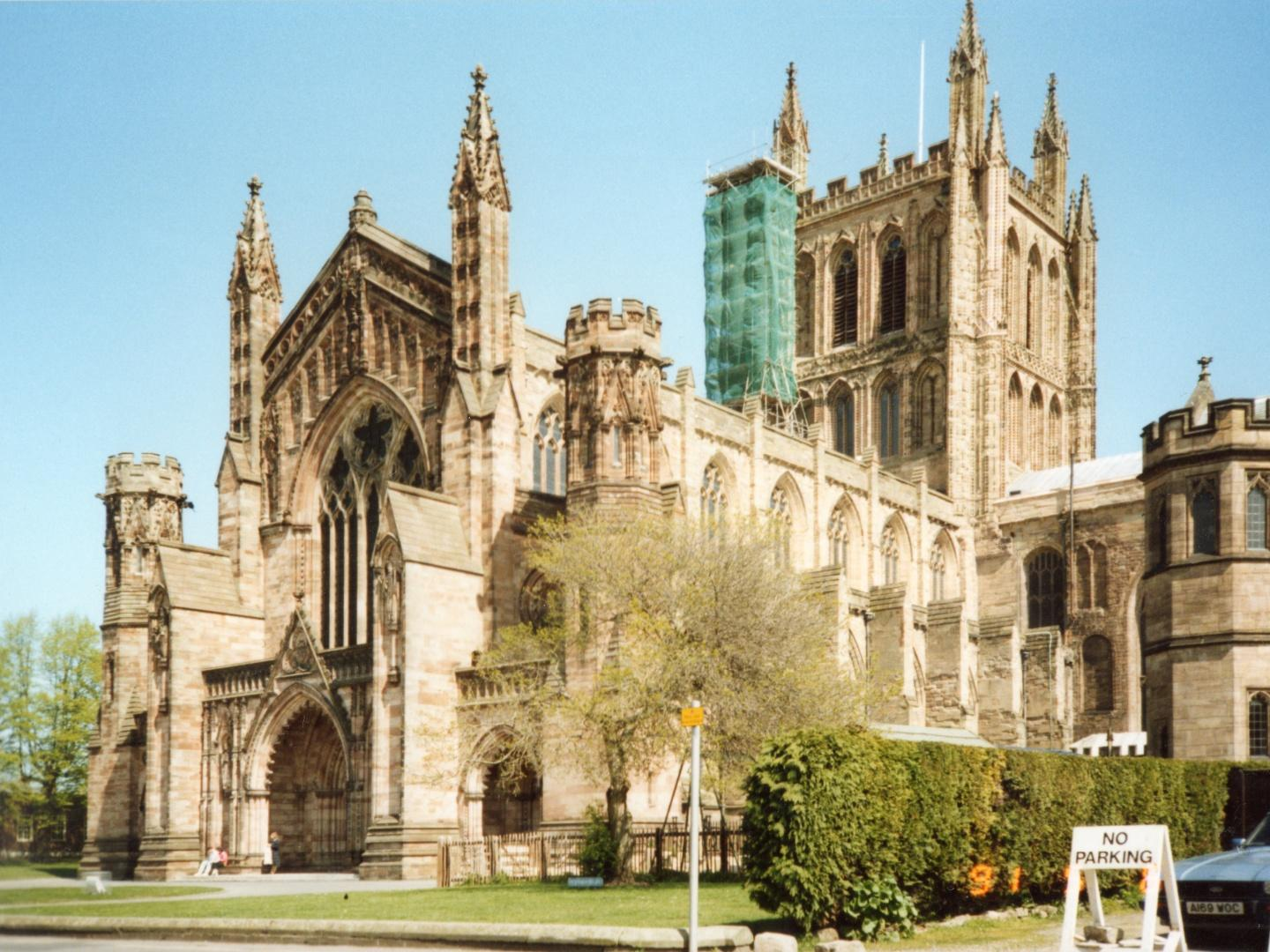
ヘレフォード大聖堂

この音楽祭は世界でも有数の歴史を持つクラシック音楽の合唱音楽祭であり、元来は9月に2日間開催されていた。当初の名称は「3つの聖歌隊の年次音楽会合」（Annual Music Meeting of the Three Choirs）であり、初回は1715年のグロスターであったと考えられている。1719年の広報資料には「3部から成る年次音楽集会のメンバーたち」とある。取り上げられる音楽は明確に教会音楽を中心としていた。初期の頃、1784年まではヘンリー・パーセルの『テ・デウム』や『Jubilate』がお決まりのレパートリーとなっており、18世紀のプログラムは『アレクサンダーの饗宴』、『サムソン』、『ユダス・マカベウス』、『メサイア』など、ヘンデルのオラトリオが席巻した。ストラディヴァリウスを所有していたサミュエル・ヘリアーが重要人物であったという。ハイドンの『天地創造』が初めて音楽祭にお目見えしたのが1800年であり、1840年からはメンデルスゾーンの『エリヤ』が1930年まで毎年演奏されていた。
19世紀に入るとロッシーニ、モーツァルト、ベートーヴェンが紹介され、鉄道の登場により音楽祭はますますの繁栄を遂げていく。しかし、こうして群衆が訪れるという状況は満席による財政状況の向上をもたらすも、教会関係者にとっては喜ばしいばかりではなかった。1870年代には規模を縮小して大聖堂の聖歌隊のみとし、著名な客演歌手が訪れる時代は一時終焉を迎える。これは、大聖堂で実施可能な活動には「適切な」性質があるのだと、教会内の一派が強調しようとしたことが原因だった。しかし、市民側の関係者が聖職者と意見を戦わせ、音楽祭は復活することになる。バッハの作品は1870年になってようやく聞かれるようになり、まもなく地元生まれのエルガーが続いた。音楽祭はイギリスの音楽家に重点を置くようになり、世紀が変わる頃から20世紀の多くの期間はエルガーの作品で占められた。とりわけ1928年から1967年にグロスター大聖堂のオルガニストを務めたハーバート・サムションは自国の作曲家の普及に力を貸し、ハーバート・ハウエルズやジェラルド・フィンジら他の作品が初演されるなどした。チャールズ・ヒューバート・パリーの楽曲も定期的に演奏された。パリーの『De Profundis』はこの音楽祭のために委嘱されることになった最初期の作品で、1891年に演奏されている。
フレデリック・ディーリアスも1901年に紹介されて新作の『舞踏狂詩曲第1番』を指揮している。他にもヴォーン・ウィリアムズの『トマス・タリスの主題による幻想曲』は1910年にこの音楽祭で初演されており、1911年には『5つの神秘的な歌』、1912年には『クリスマス・キャロルによる幻想曲』が続く。これ以降、ヴォーン・ウィリアムズは音楽レパートリーの中核としてエルガーと2本柱を成すことになる。サムションはハンガリーの作曲家であるコダーイ・ゾルターンとの親交を深め、彼の作品をグロスターの音楽祭で6度にわたりプログラムに入れた。他にはグスターヴ・ホルスト、アーサー・サリヴァン、ウィリアム・ウォルトン、アーサー・ブリス、ベンジャミン・ブリテン、時代が下るとレノックス・バークリー、ジョン・マッケイブ、ウィリアム・マサイアス、ポール・パターソン、ジェームズ・マクミランらの名を挙げることが出来る。
1995年に、熱心な活動家が積極的に音楽祭の支援に参加できるようにするため、音楽祭協会が発足した。音楽祭の資金はチケット売り上げ、寄付と協賛金で賄われている。
2010年にスリー・クワイア・フェスティバル・ユース合唱団が設立された。16歳から25歳の歌い手から構成され、結成以降全ての音楽祭に出演して様々な指揮者の下で歌っている。2012年にはヘレフォードにおいて、ユース合唱団がトーマス・トラハーンのテクストにドブリンカ・タバコヴァが曲を付けた『Centuries of Meditation』を初演した。
フィルハーモニア管弦楽団は2012年から3か年の正式な音楽祭招聘楽団となった。
2019年7月には、ベートーヴェンの「歓喜の歌」が音楽祭のフィナーレを飾ることに対し、この楽曲が欧州の歌として用いられているからという理由で欧州連合離脱支持者の間で怒りが渦巻いたと伝えられた。この時の演奏会は、音楽祭中の他の主要イベントとは異なり満員にはならなかった。

## 関連文献
- Lysons, Daniel (1812) History of the Origin and Progress of the Meeting of the Three Choirs
- Boden, Anthony (1992) Three Choirs: A History of the Festival']' (Stroud: Alan Sutton Publishing Ltd).
- Boden, Anthony and Hedley, Paul (2017) The Three Choirs Festival, A History.  Woodbridge: Boydell & Brewer. ISBN 978-1-78327-209-9
- Hunt, Donald (1999) Elgar and the Three Choirs Festival (Worcester: Osborne Books).
- Pink, Andrew (2012) 'Order and Uniformity, Decorum, and Taste: Sermons Preached at the Anniversary Meeting of the Three Choirs, 1720–1800' in Keith Francis & William Gibson et al (eds) The Oxford Handbook of the British Sermon, 1689–1901. Series: Oxford Handbooks in Religion and Theology. (Oxford and New York : Oxford University Press). 215-26.
- Watkins Shaw, H. (1954) The Three Choirs Festival (Worcester: Ebenezer Baylis and Son Ltd).